# منتخب بوتسوانا للكرة اللينة للسيدات
منتخب بوتسوانا للكرة اللينة للسيدات هو ممثل بوتسوانا الرسمي في المنافسات الدولية في الكرة اللينة للسيدات .

## طالع أيضًا
- منتخب بوتسوانا للكرة اللينة للرجال